# Історична інформатика
Істори́чна інформа́тика — це наукова дисципліна, що вивчає історичну інформацію та різні шляхи її створення, зберігання, обробки, вивчення, передавання тощо за допомогою інформаційних (комп'ютерних) технологій.
Уявлення про основні напрямки сучасної історичної інформатики дає тематика доповідей на конференціях та публікацій членів міжнародної асоціації «History&computing» (AHC)  та її національних гілок, в тому числі, асоціації «Історія і комп'ютер» (АІК)  [Архівовано 2 квітня 2022 у Wayback Machine.], що об'єднує спеціалістів з історичної інформатики країн СНД.
Тематика доповідей на останніх конференціях асоціації — 15-ї конференції AHC, що відбулась в Амстердамі 14-17 вересня 2005 р.  та 10-ї конференції асоціації АІК, проведеної у Москві 12-14 травня 2006 р.[3] була досить різноманітною, її аналіз показує, що коло інтересів історичної інформатики є надзвичайно широким. Якщо редукувати все це розмаїття, то можні визначити такі основні напрямки історичної інформатики: комп'ютеризований статистичний аналіз історичних джерел (квантитативна історія); математичне моделювання історичних процесів; комп'ютеризований аналіз текстів та зображень; створення й використання електронних ресурсів, історичні бази даних; електронна археографія * й архівознавство; історична геоінформатика, моделювання даних історичних джерел за допомогою технології XML та багато ін.

## Комп'ютеризований статистичний аналіз та математичне моделювання
Оскільки саме з квантитативної історії розпочався розвиток історичної інформатики, то ця галузь давно вже стала «класикою жанру». На сьогоднішній день в арсенал істориків, крім традиційних, увійшли такі потужні методи, як складний багатомірний статистичний аналіз, марківські ланцюги, нейронні мережі та ін. В статтях[4] показані можливості використання бутстреп-методу та мереж Кохонена при роботі з масовими статистичними джерелами.
Особливо значні успіхи за останні роки спостерігаються у напрямку математичного моделювання історичних процесів. Тут, передусім, можна відзначити вивчення соціально-економічної історії Російської імперії наприкінці XIX — на поч. ХХ ст., зокрема, моделювання страйкового руху, курсової динаміки акцій на біржах[5] (Л. Бородкін, А. Андрєєв та ін.) та низку праць, присвячених вивченню макроісторичних процесів за допомогою математичних моделей, що описують нелінійну динаміку аграрних та індустріальних суспільств, процеси соціальної самоорганізації, соціальної нерівності та ін. (І.Сябро, С. Нефьодов, А. Коротаєв, П. Турчин та ін.)[6]. Названі дослідження базуються на методах нелінійного моделювання з використанням теорії детермінованого хаосу та методів синергетики тощо.
Комп'ютеризований аналіз текстів (а в останні роки і зображень) також є класичним напрямком досліджень в галузі історичної інформатики. Більшість джерел, з якими працюють історики — це письмові наративні джерела, тому комп'ютеризований контент-аналіз завжди був і залишається зажаданим.
Прикладами успішного використання контент-аналізу історичних текстів є вивчення стенограм пленарних засідань Державних Дум Російської імперії та Російської федерації[7] (О. Кобринський), матеріалів селянських наказів від південноукраїнських губерній в І Державну Думу (Р. Топка)[8] та ін.

## Створення й використання електронних ресурсів.
Історичні бази даних. Проблеми створення й використання комплексних баз і банків даних є однією з найпопулярніших тематик конференцій AHC та АІК. Найчастіше історики використовують для своїх потреб  стандартний софт. А також створюють оригінальні СКБД: проблемно чи джерело-орієнтовні.
Як приклад розробки, виконаної на основі стандартного програмного забезпечення, можна згадати базу даних «Картотека агентурного відділу Московського охоронного відділу»[9]. Ця база даних підготовлена в рамках спільного проекту Державного архіву Російської федерації та історичного факультету Московського державного університету ім. М. В. Ломоносова і містить 30580 записів. Вона присвячена дослідженню соціального портрету осіб, що проходили по Агентурному відділу Московської «охранки» в 1902–1917 рр.
Ще один приклад — створення комплексу баз даних, що містить відомості про котирування цінних паперів на найбільших біржах світу наприкінці XIX — на поч. ХХ ст. Цей проект виконується Міжнародним Центром з фінансових досліджень в Школі менеджменту при Єльському університеті[10]. Частина цих даних знаходиться у вільному доступі на сайті центру  [Архівовано 2 березня 2007 у Wayback Machine.].

## Електронна археографія й архівознавство
Часто в формі СКБД виконуються важливі археографічні проекти. Одним з найвідоміших став проект професора інституту Макса Планка Манфреда Таллера «KLEIO» , що дозволяє реалізовувати джерело-орієнтовний підхід до будь-якого письмового джерела.
Ще один приклад — проект «Путятіна Мінея» . Путятіна Мінея — одна з найдавніших слов'янських рукописних пам'яток. Проект електронної публікації пам'ятки створений на основі системи обробки рукописних текстів Manuscript, розробленої співробітниками Удмуртського університету (В. Баранов та ін.).
Незважаючи на значні посування у справі інформатизації архівів та архівного зберігання електронних документів[11], за виключенням кількох десятків інформаційно-передових країн, можна говорити лише про «острівці» інформатизації архівної справи.

## Геоінформатика
Геоінформатика — галузь історичної інформатики, що знаходиться на стику історії, географії та інформатики й базується на використанні в історичних дослідженнях геоінформаційних систем (ГІС).
Геоінформаційні системи особливо знаходять використання в історичній географії, історичній демографії та археології, де вони стають скоріше правилом, ніж виключенням. Але використання ГІС тільки цими галузями історичної науки не обмежується. На думку Володимира Владимирова, залучення історичних карт суттєво розширяє джерельну базу будь-якого дослідження, а можливості комп'ютера дозволяють у ряді випадків поставити цей вид джерел на одне з перших місць і зробити картографічні матеріали основою крупних наукових проектів[12]. Серед найвідоміших проектів такого типу — вивчення історії заселення та освоєння півдня Західного Сибіру[13], сільського розселення та господарської діяльності російських селян XVII–XVIII ст.[14], аналіз соціально-економічних процесів в українському місті і селі в період непу[15].

## Моделювання даних історичних джерел за допомогою технології XML
Великі перспективи в плані електронної публікації, моделювання та аналізу джерел має технологія XML — eXtensible Markup Language (розширена специфікація мови)  [Архівовано 23 березня 2007 у Wayback Machine.]. XML-документ стає новим засобом представлення колекції структурованих історичних даних. Ця технологія тільки входить до інструментарію істориків. Її переваги наочно показані Олексієм Варфоломеєвим та Олександром Івановим на прикладі аналізу комплексу документів фонду «Розрядного приказу» Російського державного архіву стародавніх актів по історії міста Динабурга (зараз — Даугавпілс) з 1656 по 1667 рр.[16]
Отже, можна побачити, що в арсеналі історичної інформатики — найсучасніші інформаційні технології. Широко використовується стандартне програмне забезпечення: СКБД, прикладні статистичні та математичні пакети, електронні таблиці, програми для комп'ютеризованого аналізу тексту та зображень, ГІСи та ін. Але історики-дослідники не задовольняються тільки стандартним (комерційним) програмним забезпеченням, хоча переважна більшість наукових завдань може бути виконана за допомогою стандартного софта.
Чимало історичних досліджень проводяться на основі створення власних алгоритмів та програм: «KLEIO» (М. Таллер), «SOCRATES» (Л. Брьоре), «RSKAZKA» (Н. Арсеньєв та ін.), «FuzzyClass» (Л. Бородкін, І. Гарскова), «Historical Text Analyzer» (Д. Осиновський, О. Ровний, Д. Новицький), «Манускрипт» (В. Баранов та ін.), «ПРОСИС» (В. Перевертень), «QualiDatE» (Е. Бєлова), «АРХЕО» (О. Смірнов, О. Трифоненко) і т. ін.
Що стосується конкретних історичних проблем, вирішених за допомогою інформаційних технологій (там, де ці технології були покладені в основу дослідження, або стали його суттєвим компонентом), то їх спектр надзвичайно широкий і в хронологічному і в просторовому вимірах. Інформаційні технології використовуються рівною мірою для розв'язання конкретних завдань у всіх сферах історичної науки та різних аспектів історичної реальності: економічних, соціальних, політичних, культурних та ін.
Традиційно особливо важливі досягнення, здійснені за допомогою інформаційних досліджень, в історичній демографії, соціально-економічній історії, історичній географії.
Чимало вже зроблено для електронної публікації джерел: наративних, статистичних, графічних та відео-зображень. Крім того, треба враховувати, що певна кількість проектів з електронної публікації історичних джерел є довгостроковими, розрахованими на кілька років, а той на десятиліття. Тому реальний вклад від цих зусиль істориків-інформатиків ми зможемо побачити лише з часом.
Ще одним позитивним моментом впровадження інформаційних технологій в історичну науку є можливість необмежено експериментувати з даними, перевіряти стільки гіпотез, скільки досліднику потрібно для розв'язання задачі і він не обмежений технічними моментами.
Очевидно, що завдяки інформаційним технологіям, історики сьогодні можуть ставити такі завдання, які раніше були просто неможливі внаслідок значної трудомісткості та необхідності переробляти гігантські обсяги інформації. Сканер, принтер, копіювальна техніка та ін. пристрої допомагають звести рутинну, не творчу, технічну роботу до мінімуму.
Нарешті, змінилися самі умови праці історика: все частіше в читальних залах бібліотеки чи архіву можна побачити науковців «озброєних» ноутбуком чи КПК, цифровим фотоапаратом.
І все-таки необхідно розрізняти істориків, для яких інформаційні технології — це просто зручні технічні прилади для публікації, копіювання, розповсюдження вже готових знань і тих, хто отримує нові історичні знання за допомогою інформаційних технологій. І тут слід констатувати, що кількість других, порівняно з першими, є зовсім незначною.
Спробі з'ясувати причини такого стану речей, обговоренню поточного стану та перспектив історичної інформатики був присвячений науковий семінар, проведений в 2004 р. в Голландії. В роботі семінару взяли участь спеціалісти з Австрії, Великої Британії, Німеччини, Голландії, Норвегії та Росії. Основою дискусії став «звіт», підготовлений лідерами голландської гілки AHC Онно Боонстрою, Ліном Брьоре, Пітером Доорном, пізніше опублікований в журналі Historical Social Research (2004. Vol. 29. N 2) та у вигляді окремої книги[17].
У цьому звіті автори визначають історичну інформатику (Historical Information Science) як дисципліну, що має справу з специфічними «інформаційними» проблемами в історичних дослідженнях й у використанні історичних джерел, та намагається вирішити ці проблеми за допомогою комп'ютерних технологій[18].
На думку авторів, незважаючи на значні успіхи, за останні 20 років історична інформатика не виправдала усіх очікуваних сподівань. Не відбулась такого глибокого проникнення інформаційних технологій в історичні науки як, наприклад, в археології чи прикладній лінгвістиці. Зокрема, історики використовують стандартне програмне забезпечення з усіма властивими йому обмеженнями набагато частіше, аніж оригінальне, професійне, джерело-орієнтовне програмне забезпечення, або хоча б спеціальні модулі (макроси) для стандартного софта.
Питання про те, у якому напрямку рухатись — впроваджувати в історичні дослідження стандартний софт (plain IT), або займатись розробкою власних спеціальних історичних програмних продуктів (enchanced IT) не є простим. Обидві ці стратегії мають переваги: універсальність та відносна доступність стандартного софта може обернутись звуженням проблематики досліджень, «підгонкою» дослідницьких завдань під конкретний програмний продукт. Оригінальні «історико-орієнтовні» продукти розроблюються під «конкретне» джерело, або проблему. Але, по-перше, такі розробки вимагають професійних навичок у дослідника в області комп'ютерних та інформаційних наук, або додаткового залучення спеціалістів з цих дисциплін. По-друге, досить часто такі проекти робляться «під себе» і в подальшому використовуються у вузькому колі розробників-замовників.
У своїй книзі Онно Боонстра, Лін Брере, Пітер Доорн зробили спробу визначити найперспективніші напрямки історичної інформатики[19]:
- Моделювання даних, їх стандартизація;
- Електронна публікація джерел за допомогою технології XML;
- Комп'ютеризований контент-аналіз тексту та аналіз зображень;
- Використання складних статистичних технологій;
- Розробка спеціальних інформаційно-пошукових систем для роботи з історичними даними;
- Рефлективне та імітаційне моделювання: ГІС, 3D-реконструкції, графіка та ін.;
- Електронні публікації історичних досліджень, on-line музейні експозиції